# Panajotis Retsos
Panajotis Retsos (gr. Παναγιώτης Ρέτσος; ur. 9 sierpnia 1998 w Johannesburgu) – grecki piłkarz grający na pozycji obrońcy w Olympiakos SFP.

## Kariera klubowa
Urodził się w Johannesburgu. Treningi piłkarskie rozpoczął w wieku 5 lat w klubie Tiela Ajiu Dimitriu. W 2008 roku trafił do Olympiakosu. W lipcu 2015 został włączony do pierwszej drużyny tego klubu. Zadebiutował w niej 25 sierpnia 2016 w wygranym po dogrywce 2:1 meczu eliminacji do Ligi Europy z FC Arouca. Debiut ligowy zaliczył 11 września 2016 w wygranym 6:1 spotkaniu z PAE Weria.
W sierpniu 2017 podpisał pięcioletni kontrakt z Bayerem 04 Leverkusen. Zadebiutował w tym klubie 17 września 2017 w wygranym 4:0 meczu z SC Freiburg, natomiast pierwszego gola strzelił 9 kwietnia 2018 w wygranym 4:1 spotkaniu z RB Leipzig.

## Kariera reprezentacyjna
Młodzieżowy reprezentant Grecji. W dorosłej reprezentacji Grecji zadebiutował 31 sierpnia 2017 w zremisowanym 0:0 meczu z Estonią.

## Osiągnięcia
- Mistrzostwo Grecji: 2016/2017